# Quay Walker
JaQuavian Jy'Quese Walker, detto Quay (Cordele, 8 maggio 2000), è un giocatore di football americano statunitense che milita nel ruolo di linebacker per i Green Bay Packers della National Football League (NFL).

## Carriera universitaria
Walker al college giocò a football a Georgia. Nella sua prima stagione disputò tutte le 14 partite, mettendo a segno 6 tackle. L’anno seguente vide aumentare il proprio minutaggio, terminando con 23 tackle, e 2,5 sack. Nella terza stagione Walker si classificò al quarto posto della squadra con 43 placcaggi. Nel 2021, la sua ultima stagione nel college football, vinse il campionato NCAA.

## Carriera professionistica
Walker fu scelto come 22º assoluto nel Draft NFL 2022 dai Green Bay Packers. Debuttò come professionista partendo come titolare nella gara del primo turno contro i Minnesota Vikings mettendo a segno 8 placcaggi. La sua prima stagione si concluse guidando la squadra in tackle (121) e fumble forzati (3), oltre a 1,5 sack e 7 passaggi deviati, venendo inserito nella formazione ideale dei rookie dalla Pro Football Writers of America..

## Palmarès
- PFWA All-Rookie Team - 2022